# 50 øre (Noruega)
La moneda de 50 øre fue una moneda que circuló en Noruega entre los años 1874 y 2012.
La moneda se puede canjear en el banco de Noruega hasta el 1 de mayo de 2022, diez años después de su retirada, que fue a fecha de 1 de mayo de 2012.
Cabe destacar una curiosidad. El 80% de las monedas de 50 øre que se fabricaron en el año 2011, el número de año 2011 tenía la cifra del "1" al revés.
Las monedas de 50 øre que circularon durante los años 1996 a 2011, tenían un diseño simple. El reverso tenía como portada una decoración en las paredes de la Iglesia de madera de Urnes, el nombre del país y el año de acuñación, y, en el anverso tenía una corona real, la marca de la casa de la moneda noruega y el martillo de hierro de "krosslagde".
Después de la retirada de esta moneda, los precios se ajustaron al redondeo. Por ejemplo, un paquete de fruta que costaba 11,50 kr., tuvo que modificarse a 11 kr o 12 kr.

## Características
- Diámetro: 18,5 mm.
- Espesor de: 1.7 mm.
- Peso: 3.6 g.

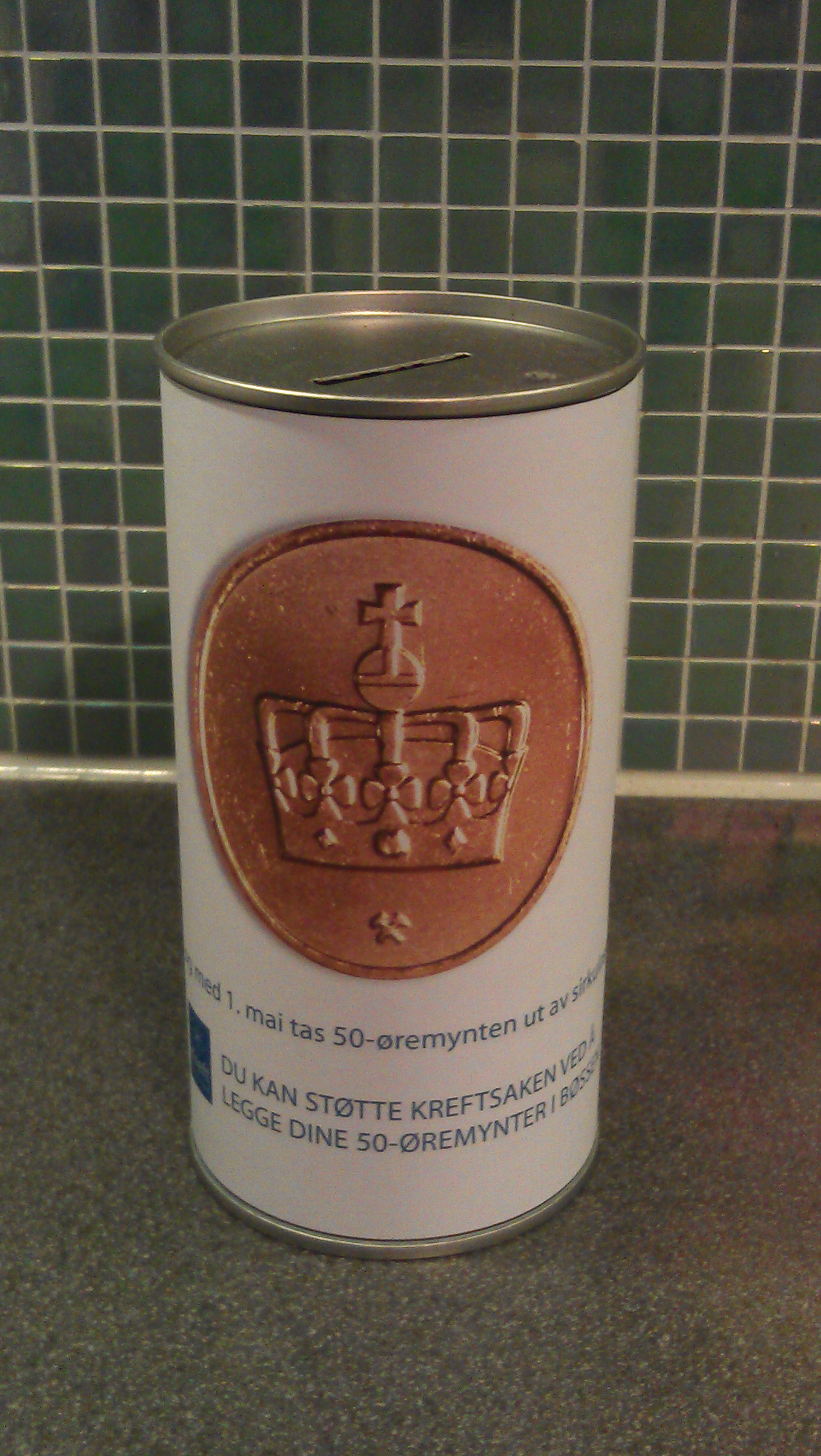
Recaudación de esta moneda antes de su retirada.

- Aleación: 97% cobre, 2,5% cinc, 0.5% estaño.
- Canto: Liso.